# Paratetis

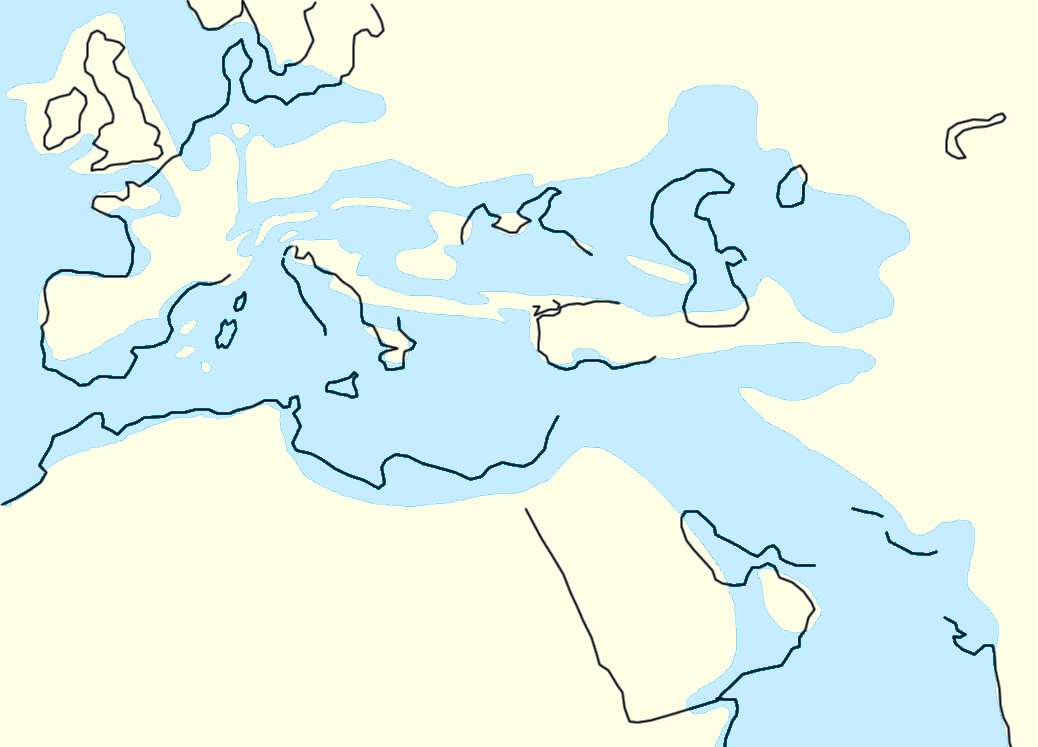
Paleogeografía de la región mediterránea durante el Oligoceno. Paratetis se va cerrando (en el sur de Europa) y es sustituido por el mar Mediterráneo (al norte de África).

Paratetis fue un mar que se extendía al sur de Europa desde la región norte de los Alpes en Europa Central hasta el mar de Aral en Asia occidental. El mar se formó durante el Oligoceno (hace 34 millones de años) cuando se separó del océano Tetis al sur por la formación de los Alpes, los Cárpatos, la cordillera del Tauro y los montes Elburz. Durante su larga existencia, Paratetis se reconectó varias veces con el océano Tetis o sus sucesores, el mar Mediterráneo o el océano Índico. Desde el Plioceno (después de 5 millones de años), redujo su profundidad y extensión, y actualmente sus restos constituyen el mar Negro, mar Caspio y mar de Aral, casi desaparecido.

## Historia
El nombre Paratetis fue utilizado por primera vez por V. D. Laskarev en 1924. La definición de Laskarevs inicialmente incluía sólo los fósiles y estratos sedimentarios en Europa Central durante el Neógeno, pero fue posteriormente ajustado para incluir también los del Oligoceno. La existencia de una gran masa de agua en la zona durante estos períodos se deduce por los fósiles de la fauna (sobre todo de moluscos, peces y ostrácodos). En los períodos en los que el Paratetis o partes de él estuvieron separados entre sí o de otros océanos, se desarrolló una fauna separada que se encuentra en los depósitos sedimentarios. De esta forma, puede estudiarse el desarrollo paleogeográfico del Paratetis.
Los estratos sedimentarios del Paratetis son difíciles de correlacionar con los de otros océanos o mares, porque estuvo durante largos períodos totalmente separado de ellos. La estratigrafía del Paratetis, por lo tanto, dispone de su propio conjunto de etapas estratigráficas que se utilizan todavía como alternativa a la escala oficial de tiempo geológico de la Comisión Internacional de Estratigrafía.

## Paleogeografía

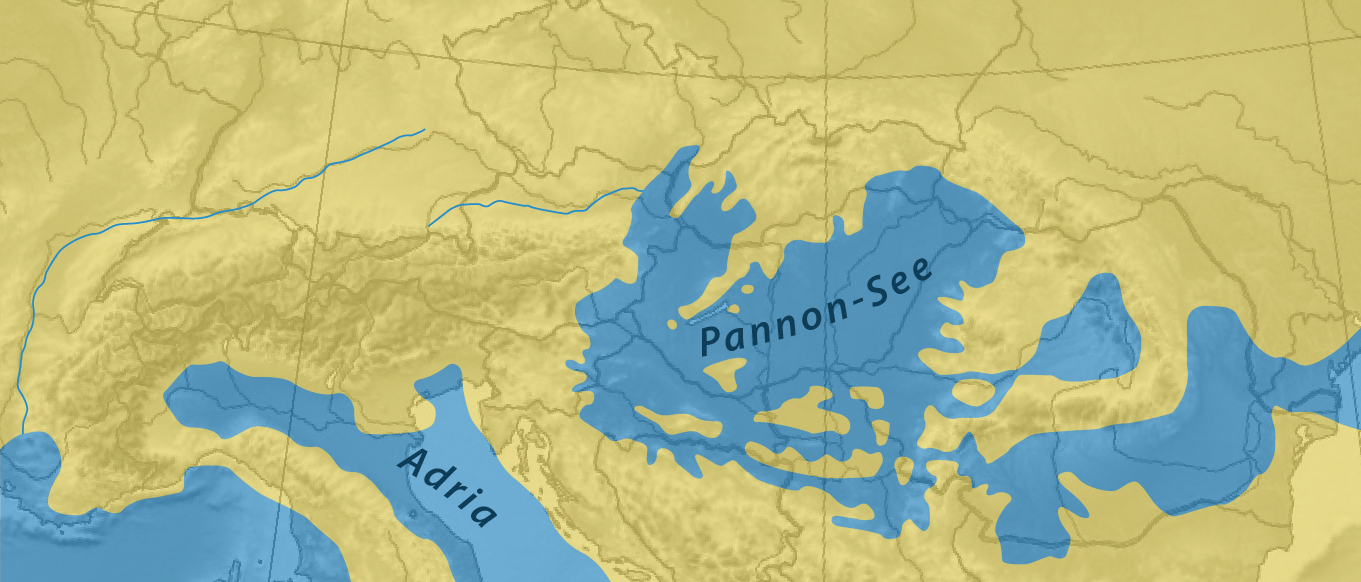
Mapa del Lago Pannon hace 11 millones de años.

Paratetis actualmente se reparte por una amplia zona de Europa central y Asia occidental. En el oeste, se incluye en algunas etapas de la cuenca de Molasse (flanco norte de los Alpes); la parte este de la cuenca de Viena y la cuenca de Panonia, el actual mar Negro, y desde allí se extiende hacia el este hasta la posición actual del mar de Aral.
Esta parte de Eurasia fue durante el Jurásico y Cretácico una zona cubierta por mares someros, que formaron el margen norte del océano Tetis. Este océano se encontraba entre Laurasia (Eurasia y Norteamérica) y Gondwana (África, India, Antártida, Australia y América del Sur) cuando el supercontinente Pangea se fragmentó durante el Triásico (hace 200 millones de años). En el límite entre el Eoceno y Oligoceno se caracterizó por el importante descenso del nivel del mar global y por el pronunciado enfriamiento repentino de los climas mundiales. Al mismo tiempo, se produjo la Orogenia Alpina, una fase tectónica por la que se formaron los Alpes, Cárpatos, Alpes Dináricos, Taurus, Elburz y otras muchas cadenas montañosas a lo largo de la ribera sur de Eurasia. 
La combinación de la caída del nivel del mar y la elevación tectónica dio lugar a una gran regresión del mar y a la formación de una barrera entre el océano Tetis y Paratetis. Las conexiones con el océano Ártico (el estrecho de Turgai), la cuenca del mar del Norte y el océano Atlántico (en forma de un estrecho al norte de los Cárpatos) también se cerraron en el Oligoceno temprano. Sin embargo, es posible que permanecieran abiertas las conexiones con Rhônegraben (y con el Mediterráneo) y el estrecho de Hessen (que conectaba la cuenca de Molasse con el mar del Norte).
Durante el Mioceno temprano (hace unos 20 millones de años) se produjo una fase de trasgresión. Durante este período Paratetis estuvo muy bien conectado con el mar Mediterráneo. Esta tendencia se invirtió a mitad del Mioceno, y partes de Paratetis estaban a menudo separadas unas de otras. Cuando el Mediterráneo se secó durante la Crisis salina del Mesiniense (hace cerca de 6 millones de años) hubo fases en las el agua de Paratetis fluía a las cuencas mediterráneas secas. 
Durante el Plioceno (hace 5,33 a 2,58 millones de años), Paratetis se dividía en un par de mares interiores que a veces estaban completamente separados el uno del otro. Uno de ellos fue el mar de Panonia, el mar salobre de la cuenca de Panonia. En la actualidad, sólo quedan como remanentes el mar Negro, mar Caspio y mar de Aral, de lo que una vez fue un vasto mar interior.